# 레이몬드 푸엔테스
레이몬드 루이스 푸엔테스(영어: Reymond Louis Fuentes, 1991년 2월 12일 ~ )는 미국 출신의 야구 선수이다.

## 경력
2009년에 있었던 MLB 드래프트에서 보스턴 레드삭스에게 1라운드 전체 28순위로 지명되어 7월 1일에 계약한다.
2010년에 앤서니 리조, 케이시 켈리, 에릭 패터슨과 함께 에드리안 곤잘레스와 트레이드 되어 샌디에이고 파드리스로 이적한다.
2013년에는 트리플A인 엘 파소 치와와스에서 뛰었으며, 올스타 퓨처스 게임에 선출되었다. 8월 26일에는 메이저 리그로 승격되었으며, 같은날에 있었던 애리조나 다이아몬드백스전에서 메이저 리그 데뷔를 한다. 경기에서는 7번타자 중견수로 선발출장해서 3타수 무안타 1삼진을 기록한다. 시즌에서는 23경기에 출장하여, 1타점, .152의 타율을 기록한다.
2014년에는 3월 3일에 샌디에이고 파드리스와 1년 계약에 합의하였으며, 3월 15일에 트리플A인 엘 파소 치와와스로 이동한다. 이 해에는 트리플A인 엘 파소 치와와스와 더블A인 샌안토니오 미션스에서 뛰었다. 트리플A에선느 46경기에 출장하여, 1개의 홈런과 16개의 타점, 13개의 도루, .261의 타율을 기록했다. 오프 시즌인 11월 20일에 있었던 카일 바트쉬와의 트레이드로 인해 캔자스시티 로열스로 이적한다.

## 연도별 타격 성적
| 연 도     | 소 속     | 경 기 | 타 석 | 타 수 | 득 점 | 안 타 | 2 루 타 | 3 루 타 | 홈 런 | 루 타 | 타 점 | 도 루 | 도 루 자 | 희 생 번 | 희 생 플 | 볼 넷 | 고 4 | 사 구 | 삼 진 | 병 살 타 | 타 율 | 출 루 율 | 장 타 율 | O P S |
| --------- | --------- | ----- | ----- | ----- | ----- | ----- | ------- | ------- | ----- | ----- | ----- | ----- | -------- | -------- | -------- | ----- | ---- | ----- | ----- | -------- | ----- | -------- | -------- | ----- |
| 2013년    | SD        | 23    | 36    | 33    | 4     | 5     | 0       | 0       | 0     | 5     | 1     | 3     | 0        | 0        | 0        | 3     | 0    | 0     | 16    | 0        | .152  | .222     | .152     | .374  |
| 통산：1년 | 통산：1년 | 23    | 36    | 33    | 4     | 5     | 0       | 0       | 0     | 5     | 1     | 3     | 0        | 0        | 0        | 3     | 0    | 0     | 16    | 0        | .152  | .222     | .152     | .374  |

- 2014시즌 종료 기준.

## 참조
1. ↑  Adrian Gonzalez deadline passes
2. ↑  Padres select OF Reymond Fuentes and recall RHP Anthony Bass from Triple-A Tucson
3. ↑  Padres eager to see Fuentes' Majors potential
4. ↑  “Royals acquire Fuentes; set 40-man roster ahead of tonight's deadline”. 《MLB.com Royals Press Release》. 2014년 11월 21일. 2015년 3월 27일에 원본 문서에서 보존된 문서. 2014년 12월 28일에 확인함.